# Ribellione delle Tre Guardie
La Ribellione delle Tre Guardie, detta anche dei "Tre Guardiani", o dei "Tre Governatori". (in cinese semplificato 三監之亂; in cinese tradizionale 三监之乱), o meno comunemente Ribellione Wu Geng, fu una guerra civile, istigata dall'alleanza di principi scontenti della dinastia Zhou, lealisti Shang, stati vassalli e non cinesi contro il governo Zhou capitanato dalla reggenza del duca di Zhou alla fine dell'XI secolo a.C.
Dopo la caduta della dinastia Shang, Re Wu di Zhou aveva nominato i suoi fratelli Guanshu, Caishu e Huoshu come "Tre Guardie" ad est per assicurarsi le nuove conquiste nei territori Shang. Dopo la sua morte e l'incoronazione del suo figlio minore re Cheng, Dan il fratello di re Wu, duca di Zhou, si dichiarò reggente e prese il controllo della corte. Questo fatto agitò gli animi delle Tre Guardie che sospettarono Dan di usurpazione e credettero di essere i più adatti semmai a ricoprire il ruolo di reggenti. Alleati con diversi altri separatisti nobili orientali, i lealisti Shang sotto la guida del principe Wu Geng, e diversi stati Dongyi e Huaiyi, insorsero in ribellione contro il duca di Zhou. Quest'ultimo lanciò una campagna ad est per schiacciare la ribellione, e sconfisse i ribelli nel giro di tre anni, uccidendone ed espropriandone i capi. Facendo questo egli espanse anche i confini del regno Zhou nella Cina orientale, trasformandola in un impero con l'uso del nuovo sistema Fengjian.
Edward L. Shaughnessy definì questa ribellione «una crisi di successione che divenne un vero spartiacque non solo per la dinastia Zhou occidentale ma anche per la storia dell'intero stato cinese».

## Preludio

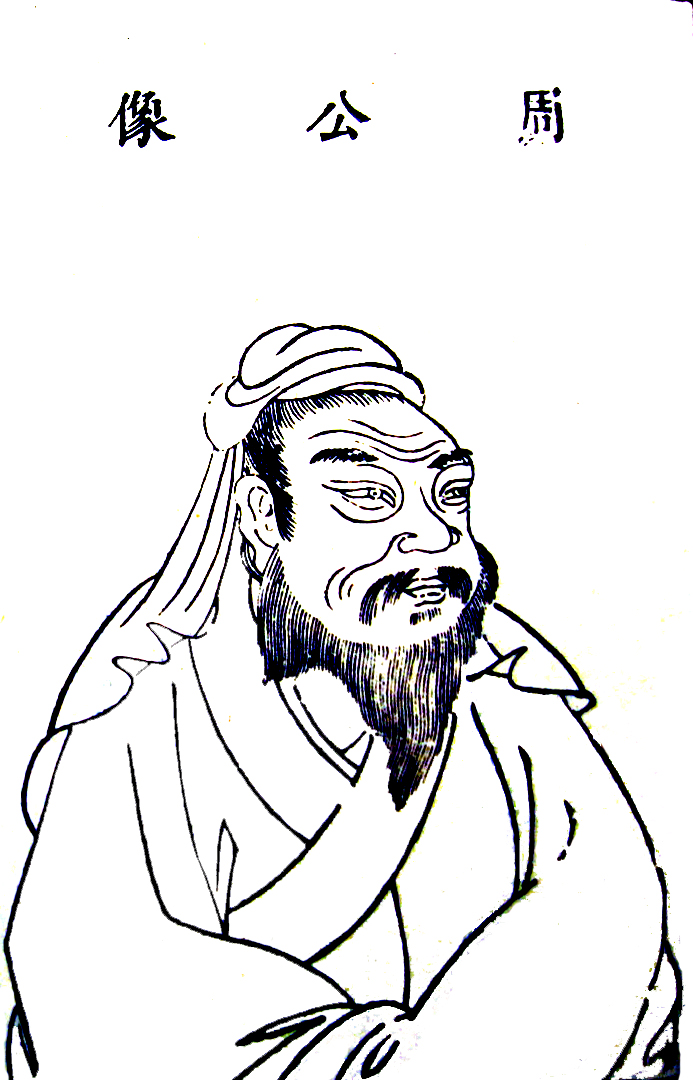
La presa di potere del Duca di Zhou fu una delle principali cause della ribellione.

Dopo che re Wu di Zhou venne catturato da Yin nel 1046 a.C., la dinastia Zhou ufficialmente soppiantò il vecchio governo Shang. Gran parte degli stati vassalli orientali, ad ogni modo, rimasero leali alla decaduta dinastia Shang e bollarono come "barbari" i nuovi governanti. Re Wu riconobbe questo fatto e nominò il figlio dell'ultimo re di Shang Di Xin, Wu Geng, come viceré delle terre dell'est. Egli sperava che facendo questo, gli Zhou avrebbero potuto governare pacificamente anche le terre ad est. Re Wu, preoccupato comunque dell'insorgere di una ribellione, lasciò i suoi tre fratelli Guanshu Xian (管叔鮮), Caishu Du (蔡叔度) e Huoshu Chu (霍叔處) come "Tre Supervisori" delle nuove terre conquistate ad est ed ordinò a loro di guardare attentamente le mosse di Wu Geng e di altri nobili orientali. Gli stati delle Pianure Centrali ad ogni modo non erano gli unici a voler restaurare la dinastia Shang. Diverse tribù Dongyi e stati di Shandong divennero "fortezze Shang" con stretti legami culturali e politici col caduto regime al quale erano stati legati da profonda alleanza e vassallaggio per almeno due secoli. Tra di loro, solo lo stato di Xue a sud di Shandong aveva salutato con piacere l'ascesa dell dinastia Zhou, dal momento che aveva combattuto a lungo con gli Shang per l'ottenimento dell'indipendenza.
Dopo aver sistemato le terre orientali, re Wu tornò nella sua capitale di Fenghao, dove nominò gli altri suoi fratelli, Dan, il Duca di Zhou e Shi, il Duca di Shao, rispettivamente Cancelliere Reale e "Gran Protettore". I due in breve tempo divennero le figure più importanti a corte.
Re Wu morì nel 1043 a.C., lasciando il trono al figlio primogenito, Song, il quale divenne noto come re Cheng di Zhou. Il duca di Zhou, ad ogni modo, disse che re Cheng era troppo giovane per governare autonomamente, fatto che probabilmente non era vero. Ad ogni modo egli si dichiarò reggente per Cheng e prese il controllo della corte. Malgrado alcune iniziali critiche, Dan riuscì ad attirare dalla propria parte la maggior parte dei membri della corte della capitale. Assieme al fratellastro, al duca di Shao e al re Cheng, formò una sorta di triumvirato che lo consacrò de facto capo indiscusso del regno cinese. Ciononostante, a est la presa di potere del duca di Zhou aveva creato notevole risentimento tra i Tre Guardiani, dal momento che Guanshu e Caishu sospettarono il loro fratello di usurpazione. Inoltre, Guanshu era più anziano di Dan, e la linea patrilineare avrebbe semmai richiesto la sua figura come reggente secondo le norme. Nel 1042 a.C., il secondo anno della reggenza del duca di Zhou, Guanshu e Caishu infine istigarono Wu Geng ed i suoi compagni alla ribellione.

## La guerra
I due fratelli ribelli convinsero ben presto Huoshu della correttezza della loro causa, unendo quindi le Tre Guardie contro il duca di Zhou. Assieme ai lealisti Shang aderirono anche dei nobili con mentalità indipendentista, in particolare provenienti da sudest. Gran parte dei domini della dinastia Zhou a est insorse contro il governo ufficiale a Fenghao, inclusi alcuni stati che controllavano passi e strade cruciali in Cina. Lo stato ribelle di Ying, ad esempio, «era collocato nei pressi della foce del fiume Ying dalla sua valle, luogo che connette alle pianure di Luoyang e diritto poi all'entrata del Bacino dello Nanyang, controllando quindi la strada al centro della regione di Yangtze». Oltre a ciò, i ribelli furono in grado di accaparrarsi altri alleati esterni. Guidati dagli stati di Pugu e Yan, potenti simpatizzanti Shang, molti uomini della tribù Dongyi di Shandong si allearono alla causa ribelle. Anche alcune tribù Huaiyi, che controllavano la regione del fiume Huai avevano ben poche connessioni con gli Zhou o con gli Shang, ma decisero di aderire alle forze ribelli. Tra di questi vi era lo stato di Xu, che diverrà uno dei più potenti nemici della dinastia Zhou.
Alcuni stati vassalli ad est rimasero comunque leali al re come ad esempio lo stato di Song sotto Weizi Qi, e lo Yan settentrionale sotto il marchese Ke, figlio del duca di Shao. Tra i lealisti orientali vi era anche il già menzionato stato di Xue, il quale non desiderava veder restaurata la dinastia Shang. Nelle Memorie di uno storico si riporta l'esistenza di altri due stati lealisti nello Shandong del tempo, Qi e Lu, ma questo non è supportato da altre fonti testuali o archeologiche.
Dopo essere stato informato della rivolta, re Cheng consultò la divinazione con il guscio di tartaruga nel tentativo di determinare se fosse propizio attaccare o meno i suoi zii. Gli oracoli garantirono la legittimità della sua lotta, ma i consiglieri del re gli fecero presente la difficoltà nel fronteggiare un'offensiva che si radicava tra un intero popolo. Il re sapeva di queste difficoltà, ma si rifiutò di andare contro l'apparente volontà del Cielo. Il duca di Zhou, con l'intento di riconquistare l'est, probabilmente supportò la decisione del sovrano.
In un primo momento, gli stati a supportare il grosso degli scontri furono i lealisti ad est, dal momento che non solo il governo necessitava di un certo tempo per mobilitare le proprie forze, ma anche perché abbisognava di almeno due mesi di tempo per trasferirsi attraverso il fiume Wei attraversandone la valle e poi spiegarsi nelle pianure ad est. Pertanto, i ribelli rimasero tranquilli nelle loro aree semi-indipendenti per quasi un anno. Dopo i lunghi preparativi, ad ogni modo, i duchi di Zhou e Shao finalmente lanciarono la seconda "campagna orientale" per schiacciare la ribellione. Iscrizioni bronzee del tempo suggeriscono che re Cheng abbia partecipato alla campagna come comandante, dando quindi conferma del fatto che egli non era un bambino all'epoca degli scontri.
Assistiti dallo stratega militare Lü Shang, i lealisti sterminarono i sostenitori degli Shang nel secondo anno della ribellione dopo ardui combattimenti che videro la completa distruzione di Yin e la morte del principe Wu Geng. Le forze principali delle Tre Guardie vennero sconfitte, e Guanshu Xian con Huoshu Chu vennero catturati, mentre Caishu Du andò in esilio o venne comunque bandito. Guanshu venne giustiziato e Huoshu privato dei propri titoli sino al rango di cittadino comune. Malgrado la sua vittoria, il duca di Zhou fece pressioni per un'ulteriore campagna contro gli alleati dei ribelli ad est collocati ai confini del regno Zhou. Poco dopo la sconfitta delle Tre Guardie, i lealisti avanzarono nello Shandong, col duca di Zhou che personalmente comandò la conquista di Feng e Pugu. Yan venne attaccata, ma riuscì a mantenersi indipendente. Nel terzo anno di guerra, l'esercito reale di Zhou guidato da re Cheng e dal duca di Zhou condusse una spedizione punitiva contro il popolo Huai e poi attaccò nuovamente gli Yan, sconfiggendoli definitivamente, allargando così i confini del regno.

## Conseguenze

### Riforma del regno Zhou

i territori dello Zhou occidentale dopo l'implementazione del sistema Fengjian.

A seguito della ribellione, il duca di Zhou istituì il nuovo sistema Fengjian per consolidare il governo degli Zhou e stabilire un vero e proprio regno che comprendesse i nuovi territori acquisiti. Gli stati vassalli del regno di Zhou vennero riorganizzati: due terzi degli stati vennero concessi a membri della famiglia reale o ai loro famigliari, mentre membri della casa di Shang e loro alleati vennero trasferiti nei distanti feudi del regno. I feudi che ottennero i membri della famiglia reale erano solitamente posti in posizioni strategiche e posti tutti sull'asse nord della Cina, sul fiume Giallo e verso i Monti Taihang. Il «sistema di infeudazione Fengjian portò alla fondazione del governo degli Zhou ed al coronamento della famiglia». Gli stati ribelli di Guan, Yan, Pugu, e Cai si dissolsero, anche se quest'ultimo verrà poi ricreato. I territori di Yan e Pugu vennero annessi ai nuovi stati di Lu e Qi rispettivamente. I domini reali di Shang a Yin vennero smantellati e reintegrati nello stato di Wey, che venne assegnato a Kangshu Feng, zio lealista di re Cheng. Nel frattempo, Weizi Qi, zio di Geng ma che gli era rimasto fedele durante l'insurrezione, venne infeudato dello stato di Song, uno dei più antichi e attivi centri culturali del popolo Shang. In linea con la creazione dei nuovi stati, venne iniziato un programma di rapida colonizzazione con l'insediamento del popolo Zhou e la costruzione di nuove città ad est per soggiogare gli ostili Dongyi e Huaiyi. Di conseguenza si può dire che, per esteso, il conflitto miliare tra la dinastia Zhou e le tribù indipendenti ad est perdurò sino alla caduta della dinastia degli Zhou occidentali nel 771 a.C.
Il duca di Zhou riconobbe inoltre che il regno era troppo grande per essere governato dalla corte occidentale di Fenghao e pertanto decise che "la costruzione di un centro amministrativo più a est sarebbe stato inevitabile se [i re Zhou] avessero voluto mantenere il loro governo anche ad est". La seconda capitale (Chengzhou/Wangcheng) venne quindi collocata presso Luoyang, anche se ancora oggi non è chiaro se sia stata costruita una sola città o due città vicine.

### Impatto politico
La ridistribuzione delle terre, la riforma del governo ed il programma di colonizzazione rafforzarono e stabilizzarono di molto il governo di Zhou, mentre il duca di Zhou inventò il Mandato del Cielo in risposta alla ribellione. Come strumento di propaganda, il Mandato venne utilizzato per legittimare la nuova dinastia sia moralmente che spiritualmente. Grandemente rafforzata, la dinastia Zhou entrò in un'era di prosperità ed espansione che perdurò sin quando non venne indebolita dalla guerra con Chu del 961-957 a.C. Il triumvirato del duca Dan di Zhou, col re Cheng, ed il duca Shi di Shao continuò il per altri tre anni. Ad un certo punto però Dan ed il suo fratellastro Shi si scontrarono per la forma di governo. Il duca Dan, nella sua posizione di Cancelliere Reale e reggente, optò per una meritocrazia, mentre il duca Shi era favorevole a mantenere il potere entro la famiglia reale di modo da evitare ulteriori usurpazioni. Probabilmente a causa di questo dibattito, alla fine, il duca di Zhou si ritirò dalla corte e dalla politica nel 1036 a.C., restituendo il pieno potere a re Cheng e lasciando il duca di Shao quale suo potentissimo consigliere.
Nel contempo, il fallimento della ribellione di Wu Geng e la distruzione dello stato Shang posero fine ad ogni possibile o realistica probabilità di restaurare la dinastia Shang. Malgrado la proclamazione del Mandato del Cielo che delegittimava de facto la dinastia Shang, i militanti del lealismo Shang e coloro che si opponevano al regime degli Zhou persistettero anche la Ribellione delle Tre Guardie. Attorno al 979 a.C., sessant'anni dopo la ribellione, scoppiò una guerra nel regno Zhou tra re Kang, successore di Chang, e Guifang di Shanxi e lo Shaanxi settentrionale. Questi ultimi erano supportati dagli Shang sotto la guida del conte di Ge, e probabilmente combatterono ancora per la restaurazione della dinastia Shang. Ad ogni modo, questa rivolta rimase locale e debole, e pertanto il lealismo Shang non si pose mai come un serio problema per la dinastia Zhou.

### Successiva concezione della ribellione
Dal momento che il duca di Zhou venne successivamente "riverito come esempio di saggezza ed umiltà" e rispettato come "grande esempio" da Confucio, la rivolta contro la reggenza venne ulteriormente criticata. Le Tre Guardie vennero considerati "uomini crudeli" sui quali le virtù del duca Dan avevano trionfato. Questa interpretazione dominò il risultato della guerra civile per secoli. Malgrado la visione generalmente negativa nei confronti dei ribelli, vi furono degli studiosi che tentarono di spiegare le motivazioni delle Tre Guardie. Ji Kang, famoso autore del periodo dei Tre Regni, scrisse un saggio su Guanshu e Caishu, nel quale egli disse che i fratelli ribelli avevano avuto "sincere ragioni per dubitare della saggezza" della reggenza del duca Dan. Allo stesso modo Cao aveva collegato la Ribellione delle Tre Guardie alle Tre Ribellioni di Shouchun, ritenendo i ribelli come giusti combattenti contro i reggenti usurpatori (il duca di Zhou e Sima Yi).